# Hydrophis czeblukovi
Espèce
Synonymes
- Leioselasma czeblukovi Kharin, 1984
- Hydrophis geometricus Smith, 1986

Statut de conservation UICN

 DD  : Données insuffisantes
Hydrophis czeblukovi ou Hydrophide géométrique est une espèce de serpents de la famille des Elapidae.

## Répartition
Cette espèce marine se rencontre dans les eaux du Nord de l'Australie et de la Papouasie-Nouvelle-Guinée.

## Description
L'hydrophide géométrique est un serpent marin rare et peu connu qui mesure jusqu'à 1,40 m. Son corps est gris clair avec une trentaine de dessins hexagonaux brun foncé.

## Étymologie
Cette espèce est nommée en l'honneur de Vladimir P. Czeblukov.

## Publication originale
- Kharin, 1984 : A review of sea snakes of the group Hydrophis sensu lato (Serpentes, Hydrophiidae). 3. The genus Leioselasma. Zoologicheskii Zhurnal, vol. 63, n. 10, p. 1535-1546.